# Leica M10
La Leica M10 è una fotocamera digitale a telemetro della serie M prodotta dalla Leica. 
È in vendita dal 19 gennaio 2017.